# أنس الصفريوي
أنس الصفريوي (ولد بفاس ، في 16 مايو 1957) هو رجل أعمال ومطور عقاري مغربي والمدير العام لمجموعة الضحى.

## المسيرة المهنية
ترك أنس المدرسة الثانوية ليعمل مع والده الحاج عبد السلام الصفريوي في مشروع لإنتاج الفخار، مما أكسبه المعرفة بأصول الأعمال في سن مبكرة. ولكن بدايته الحقيقية كانت في مجال البناء والعقار في عام 1988 عندما أسس مجموعته العقارية، وفي 1995 بدأ مشروعًا ضخمًا لبناء أكثر من 2000 وحدة سكنية في الضواحي بدعم من الحكومة في زمن الحسن الثاني. وفي 2005 تمكن من الحصول على عقد لبناء وحدات سكنية في المغرب زادت قيمته عن مليار دولار. وفيما بعد أنشأ مصنعين لإنتاج الأسمنت في مدينتي سطات وبني ملال بقدرة إنتاجية بلغت 1.6 مليون طن، وتبعه إنشاء مصانع أخرى لإنتاج الأسمنت في دول أفريقية مثل الكاميرون والغابون.
يعتبر الصفريوي من أغنى رجال الأعمال في المغرب بثروة قُدرت بـ 1.1 مليار دولار في مارس 2017، وفقًا لموقع مجلة فوربس.
في الثالث من يناير 2013، وجه الصفريوي دعوة لنجم كرة القدم ليونيل ميسي للترويج لنادي بولو في مراكش.

## الحياة الخاصة
متزوج وله ثلاث أبناء.